# Schloss Elgg
Schloss Elgg in der Gemeinde Elgg im Schweizer Kanton Zürich  wurde ursprünglich als Burg erbaut und liegt auf einer Erhebung südlich der Siedlung. Erstmals erwähnt wurde es 1166 und war bis 1289 Sitz der Meier Elggs unter der Abtei St. Gallen. Bis 1425 hielten hier die Habsburger Gericht, bevor die Gerichtsbarkeit an die Zürcher überging, die das Gebäude bis 1798 zu diesem Zweck nutzten.

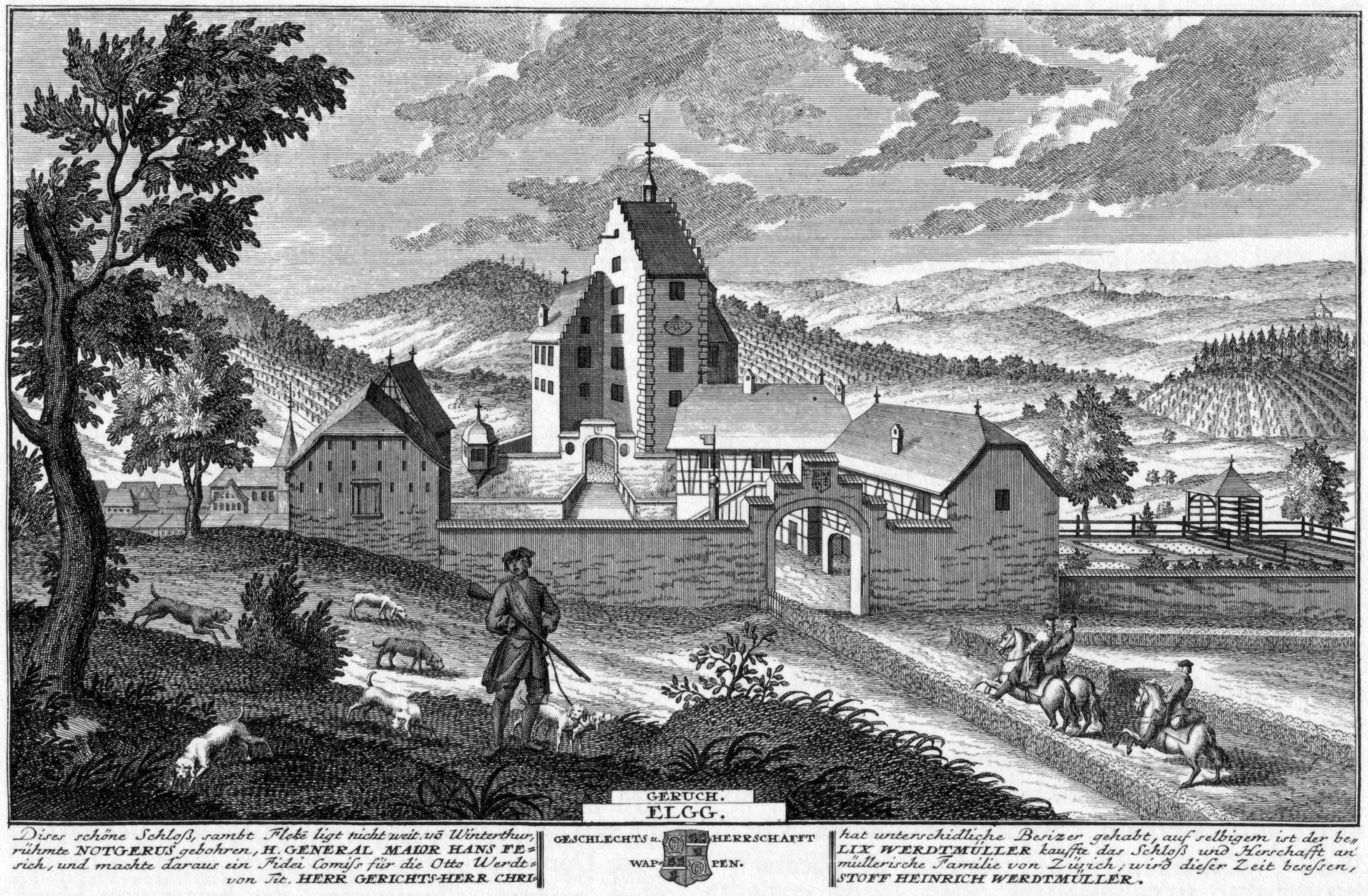
Schloss Elgg 1740

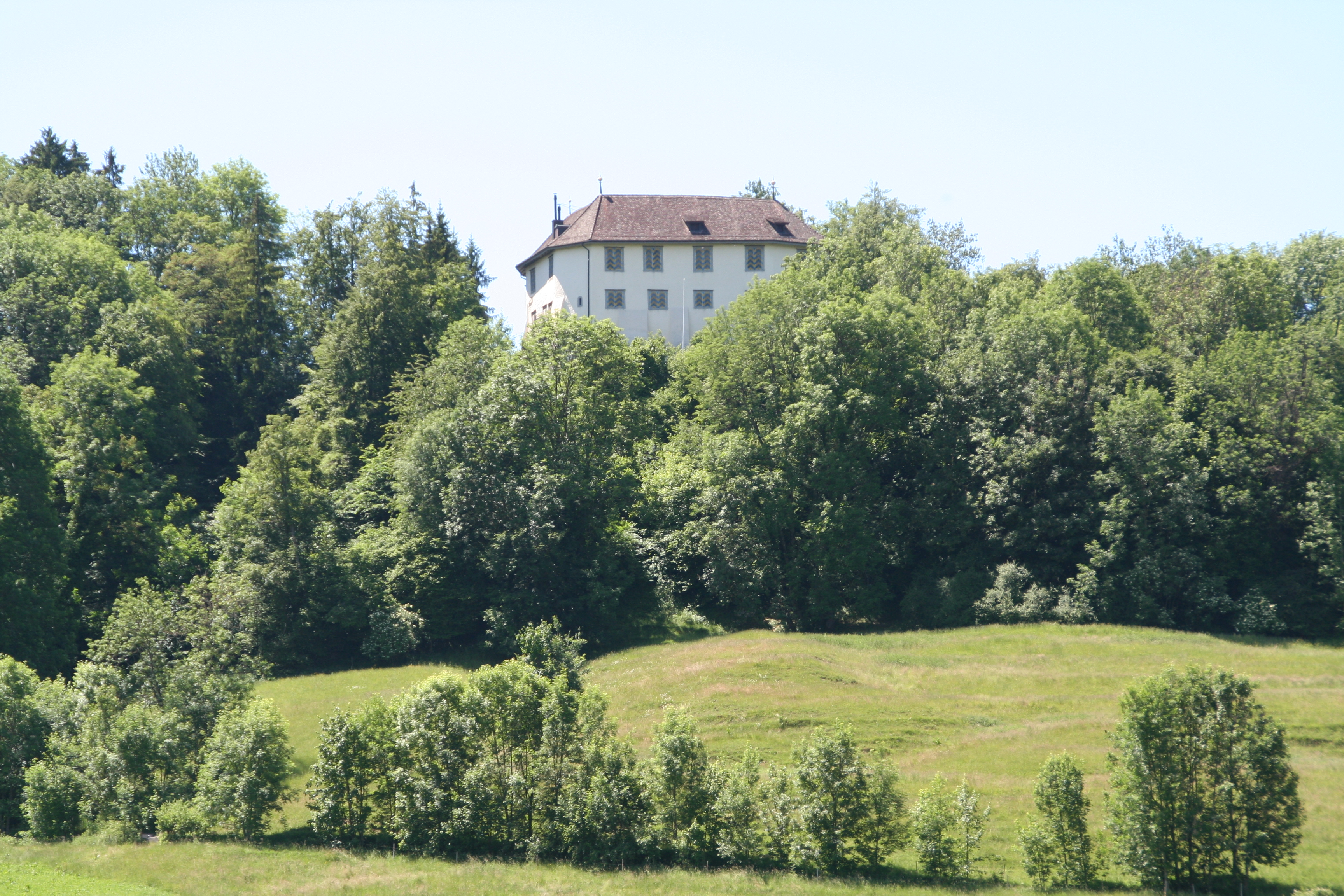
Schloss Elgg 2011

1576 wurde die Burg vom Zürcher Bannerherr Hans Heinrich Lochmann erworben, der sie 1580 umbaute und zum Schloss  erweiterte. Er verstarb 1590 kinderlos in Padua. Die Augsburger Patrizier Hans Heinrich und Hans Ludwig Heinzel von Tägernstein erwarben das Schloss, mussten es jedoch durch eine Schwiegermutter der beiden, Frau Magdalena Neidhart 1599 veräussern lassen, in diesem Jahr erwarb der kaiserliche Rat Bonaventura Bodeck das Schloss mitsamt der Gerichtsbarkeit. Er verstarb 1629 und wurde in Elgg beigesetzt. Durch seinen Sohn Melchior Bodeck wurde das Schloss 1637 an den Statthalter Peter Sulzer von Winterthur verkauft. Dessen Söhne gerieten durch Spekulationen und Bürgschaften in arge finanzielle Bedrängnis, so dass das Schloss 1665 in einem bedenklichen Zustand war.
Mit Hilfe eines fingierten Schuldscheines gelang es dem Abt von St. Gallen, in den Besitz des Schlosses zu kommen. Darüber entbrannte mit der Stadt Zürich ein langjähriger Streit, der erst 1670 beim Erwerb des Schlosses durch Herkules von Salis-Marschlins, der in das Zürcher Bürgerrecht aufgenommen wurde, beendet wurde.
1712 kam die Burg an den in holländischen Diensten stehenden Generalmajor Hans Felix Werdmüller. Dieser verfügte in seinem Testament 1712, dass das Schloss und die Herrschaft als unveräusserliche Familienfideikommiss im Besitze der Familie Werdmüller bleiben. Sie ist bis heute im Besitz des Schlosses.
In der ehemaligen Zehntenscheune des Schlosses ist heute ein Gasthaus untergebracht.

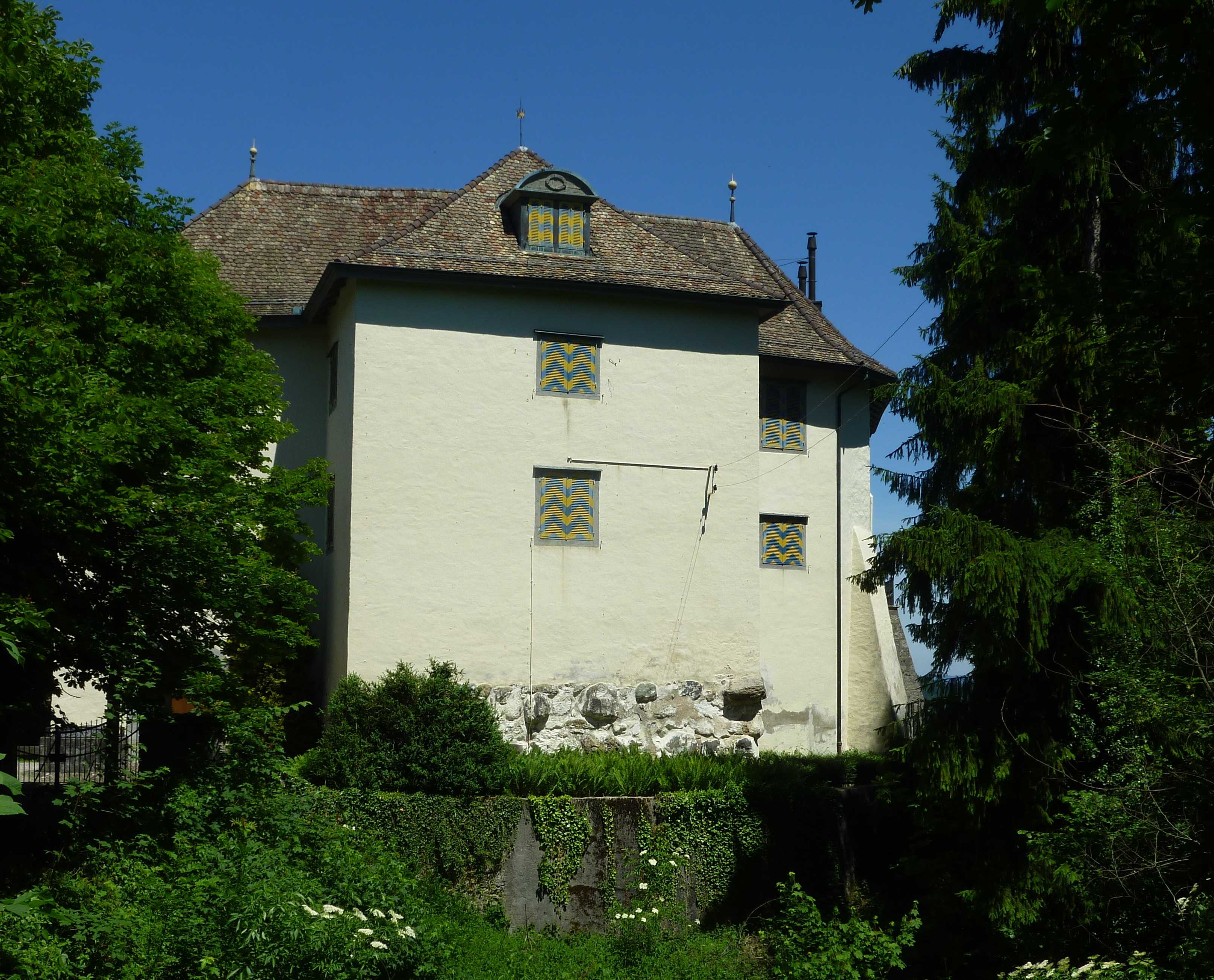
Schloss Elgg von Norden
Grabsteine der Familie Bodeck, die nach Renovierung der Kirche in Elgg 1896 in der Schlosskapelle aufgestellt wurden